# 1974 na Alemanha
Esta é uma cronologia dos fatos acontecimentos de ano 1974 na Alemanha.

## Eventos
- 24 de abril: Um dos assessores pessoais do Chanceler Willy Brandt, Günter Guillaume, é preso por suspeita de espionagem para a Alemanha Oriental.
- 6 de maio: Willy Brandt renuncia ao cargo do Chanceler federal da Alemanha devido ao escândalo da espionagem para a Alemanha Oriental.
- 16 de maio: Helmut Schmidt é eleito Chanceler federal da Alemanha pelo Parlamento alemão.
- 17 de maio: O FC Bayern München conquista seu primeiro título da Taça dos Clubes Campeões Europeus ao vencer Atlético de Madrid por 4 a 0.
- 7 de julho: A Seleção alemã-ocidental conquista seu segundo título da Copa do Mundo FIFA ao vencer os Países Baixos por 1 a 2 em Munique.